# Zé do Caixão
Zé do Caixão (conhecido nos países de língua inglesa como Coffin Joe) é um personagem do cinema brasileiro. É uma figura bastante conhecida mundialmente pelos filmes de terror. Seu criador e intérprete, José Mojica Marins, é mais conhecido pelo nome de seu personagem do que pelo seu nome próprio. O personagem é um agente funerário amoral com crenças nietzschianas, que é movido por seu desejo de ter um filho com uma "mulher perfeita", acreditando que a imortalidade é alcançada através da procriação, um conceito a que ele se refere como "a continuação do sangue". Apesar de sua própria descrença no sobrenatural, ele muitas vezes se vê experimentando fenômenos paranormais, incluindo encontros com fantasmas, morte e visões do inferno.
Desde 1964 o personagem é importante e significativo para a cultura e para o cinema nacional, graças aos vários prêmios internacionais que conquistou em filmes com o personagem, como  À Meia-Noite Levarei Sua Alma, Esta Noite Encarnarei no Teu Cadáver, O Estranho Mundo de Zé do Caixão e Exorcismo negro. Em 2008 finaliza a trilogia protagonizada pelo personagem nos 2 primeiros filmes com o filme Encarnação do Demônio. Devido ao seu sadismo e niilismo, os seus filmes foram proibidos pela ditadura militar brasileira (1964-1985). Em 2018 o filme A praga do cinema brasileiro traz a última aparição do personagem, ainda interpretado por Mojica.
Em 19 de fevereiro de 2020, José Mojica, criador de Zé do Caixão, falece aos 83 anos, vítima de broncopneumonia.
A partir de 2020, seus filmes passaram a ser distribuídos gratuitamente nos serviços de streaming Looke, NetMovies e Darkflix.
Em 2023, a distribuidora inglesa Arrow Video anunciou para 28 de novembro a venda de uma coletânea em mídia física (Blu-ray) de 11 filmes do diretor brasileiro, todos com restauração de vídeo e áudio, e diversos extras. O box leva o nome de "Inside the Mind of Coffin Joe". 

## Personagem
Zé do Caixão é uma personagem amoral e niilista que se considera superior aos outros e os explora para atender a seus objetivos. Zé do Caixão é um descrente obsessivo, não crê em Deus ou no diabo. Ele acredita numa 3ª via, que chame de "a pedra da 3ª força". O cruel e sádico agente funerário Zé do Caixão é temido e odiado pelos habitantes da cidade onde mora. O tema principal da saga da personagem é sua obsessão pela continuidade do sangue: ele quer ser o pai da criança superior a partir da "mulher perfeita". Sua ideia de uma mulher "perfeita" não é exatamente física, mas a de alguém que ele considera intelectualmente superior à média. Na busca por esta mulher ele está sempre disposto a matar quem cruza o seu caminho.

## Concepção
O personagem foi criado em 1963 baseado numa figura de um pesadelo do cineasta José Mojica Marins. Uma de suas características principais é o sadismo. Sempre usa animais como aranhas para amedrontar seus telespectadores, juntamente com frases sobre a morte.
Quanto à concepção visual do Zé do Caixão, fica evidente a inspiração no personagem clássico Drácula (interpretado por Béla Lugosi na versão da década de 1930, dos estúdios Universal).
Entretanto, Mojica acrescentou aos trajes negros e elegantes do personagem características psicológicas profundas e enraizadas nas tradições brasileiras.
As unhas grandes foram claramente inspiradas em Conde Orlok, de Nosferatu.

## Aparições
- 1964 - À Meia-Noite Levarei Sua Alma
- 1965 - O Diabo de Vila Velha
- 1966 - Esta Noite Encarnarei no Teu Cadáver
- 1967 - O Estranho Mundo de Zé do Caixão
- 1969 - O Profeta da Fome
- 1970 - O Despertar da Besta
- 1974 - O Exorcismo Negro
- 1976 - Inferno Carnal
- 1980 - A Praga (foi restaurado e exibido ao público pela primeira vez em 2022, na reabertura da Cinemateca Brasileira[6])
- 1981 - A Encarnação do Demônio
- 1983 - Horas Fatais - Cabeças Cortadas (Horas Fatais)
- 1986 - Dr. Frank na Clínica das Taras
- 1996 - Cine Trash[7]
- 2008 - Encarnação do Demônio
- 2008 - Doidão (clipe musical da banda Rock Rocket)[8][9][10]
- 2018 - A Praga do Cinema Brasileiro

## Imitações
A personagem atualmente também é alvo de piadas de sitcoms e programas de humor nacionais, como em A Praça é Nossa, na qual a personagem aparecia em 2005, falando piadas em ritmo sério sobre assuntos variados, os quais incluem as suas compridas unhas.
Uma versão mais séria foi feita na minissérie biográfica sobre Mojica Zé do Caixão, realizada pelo canal por assinatura Space em 2015. Matheus Nachtergaele interpretou Mojica e seu alter ego, e afirmou que o cineasta foi mais complicado por em certo ponto se tornar inconfundível com o Zé do Caixão.